# 군사통신
군통신(military communication)은 휴대폰과 같은 상용 통신과 구별하여, 군 목적에 사용되는 통신, 즉 군용 통신을 일컫는 말이다. 군통신 또한 통신의 일부이기 때문에 상용 통신과 거의 비슷한 통신 기술을 활용하고 있다. 이후 단락에 일반적인 통신에 대한 간략한 소개를 하고자 한다. 군통신 기술의 예로는 군 지상전술통신 체계, 수증음향통신 기술, 군위성통신 기술, emp 기술 등이 있다.
독일이 세계대전 때 화학무기를 생산하기 위해 개발했던 기술이 전후 화장품 관련 기술로 활용되어 해당나라가 화장품에 일가견 있는 나라로 성장한 것처럼 군통신 또한 상용 통신의 발전에 기여를 하였다. 예를 들면, 20세기 최대 발명 중의 하나인 인터넷도 미 국방성의 연구개발 네트워크인 ARPA network에서 출발하였다. 이에 따라 상용 네트워크 표준 프로토콜인 OSI 프로토콜이 제정되었음에도 ARPA 네트워크의 TCP/IP 프로토콜이 통신 네트워크 프로토콜 시장을 현재까지도 석권하고 있다. 또한 상용 이동통신의 대표적 기술인 CDMA 통신 기술도 실제로는 군의 비익(secure) 통신을 위해 개발된 대역 확산(Spread Spectrum) 기법을 기반으로 하고 있다.

## 현대에서의 군통신의 중요성
현대에 들어 전쟁 수행 개념이 변화함에 따라 군통신도 더욱 중요해지고 있다. 사실 군통신 없이는 전쟁이 불가능하다고 할 수 있다. 농경시대의 전쟁 목적은 인마살상이었으며 그 수단은 병력과 마필이었으므로 전력평가의 기준을 마병의 숫자였다. 한편 산업혁명으로 기계화된 무기를 대량을 갖추게 된 이후부터는 전쟁의 목적이 이들을 파괴하는 것이었고 전략평가의 기준은 전력지수(power factor)라는 것이 사용되었다. 그러나 최근 정보기술혁명이 일어난 이후에는 전력의 목적은 C4I(Command, Control, Communication, Computer and Intelligence)체계를 중심으로 한 정보수집을 위한 센서들과 타격용 첨단 무기체계들을 얼마나 효과적으로 타격하여 무력화시키는가 하는 유효타격에 두고 있으며 그를 위한 전력평가도 효과지수(effectiveness factor)를 가지고 평가하고 있다.과거에는 병력과 무기 중심으로 전쟁을 수행했다면 현재는 C4I체계를 통한 네트워크 중심전으로 변화하고 있다.
네트워크 중심전(NCW: Network Centric Warfare)이란 모든 군사력의 구성 요소들을 네트워킹하여 군사력 운용의 효율성을 극대화한다는 개념으로 1990년대 미국에서 시작되었다. 기본 개념은 네트워크 위주로 무장한 부대는 공유인식, 지휘통제 속도,  작전운용 속도,  치명도 및 생존성이 증가하고 전투지원이 용이하며 상하 부대간 효과적인 동조가 이루어짐으로써 물리적 무기체계의 증가 없이도 전투력을 상당히 증가시킬 수 있다는 것이다. 모든 군사력의 구성 요소들을 네트워킹한다는 것은, 탐지/식별/추적체계(Sensor)와 결심권자(Decision maker)와 타격체계(Shooter)를 네트워크로 연결하는 것을 의미한다. 이는 시공간의 격차를 예전보다 줄여 실시간으로 작전지휘 및 실시를 가능케하여 아군의 생존율을 보장하고 적의 치사율을 증가시킨다. 네트워크 중심전에서의 가장 중요한 목표는 바로 '정보우위 달성'이다. 정보우위 달성을 위해서 센서체계(ISR; Intelligence, Survelliance and Reconnaissance), 지휘통제체계(C4I)가 발달되어야 하고 적의 치사율을 높이기 위해서는 정밀타격체계(PGM; Precision Guided Munition)가 발달되어야 한다. 즉 군통신이 곧 현대의 네트워크 중심전의 승패를 좌우하는 요소라는 것이다. 최근 수행된 아프가니스탄 전쟁 혹은 이라크 전쟁이 이를 잘 보여준다.

### 아프가니스탄 전쟁(2001~2021)
아프가니스탄 전쟁(영어: War in Afghanistan, 파슈토어: د افغانستان جګړه, جګړه په افغانستان کی)은 2001년 미국이 아프가니스탄을 점령한후 발생한 전쟁이다. 아프가니스탄 전쟁 중 ODA 595와 라시드 도스툼 장군의 부대의 공격작전에서 군통신의 활용성을 살펴볼 수 있다. 다음은 AN/PEQ-1 SOFLAM(Special Operations Forces LAser Acquisition Marker) 특수부대용 레이저 표적지시기와 SATCOM(Satellite Communication, 위성통신기)을 사용한 폭격을 유도하는 과정이다.
1. AN/PEQ-1 SOFLAM를 사용해 10km 밖의 표적(탈레반 참호)을 확인하고
2. 레이저 거리측정기로 거리를 측정하고
3. SATCOM을 사용해 미국공군 B-52 폭격기를 호출하여 JDAM 유도폭탄을 투하한다.
위의 과정으로 폭격을 진행 하였다. 여기서 AN/PEO-1 SOFLAM이라는 센서체계, SATCOM이라는 지휘통제체계, B-52라는 정밀타격체계를 사용했다는 것을 알 수 있다. 보통 아프가니스탄에서 특수부대들이 표적을 발견하게 되면 레이저 조사기로 그 표적의 정확한 좌표를 획득하여 이를 휴대용 컴퓨터를 통하여 항공기로 보내었고, 비행중인 항공기는 GPS에 의하여 유도되는 JDAM에 제원을 장입한 후 공격하였고 이는 20분 내에 실제적인 공격이 이루어졌다고 한다. 덕분에 미군은 아프가니스탄의 산악지대라는 제한적 환경을 극복하고 작전을 성공적으로 수행할 수 있었다.

### 이라크 전쟁(2003~2011)
이라크 전쟁(영어: Iraq War) 또는 제2차 걸프 전쟁, 이라크 자유 작전(영어: Operation lraq Freedom)은 2003년 3월20일 미국의 이라크 침공으로 시작되어, 2011년 12월 15일 종전되었다. 사실상 전쟁은 2003년 4월 9일에 미국이 이라크의 수도인 바그다드를 함락하면서 2003년 5월 1일에 끝났다. 그 이후는 전쟁이 장기전으로 돌입하여 2011년까지 전쟁이 이어졌다. 이라크전쟁에서 미군의 작전계획을 살펴보면 미군이 통신시설 공격 및 무력화, 토마호크 미사일을 비롯한 최첨단 무기 사용 등 여러 체계를 통해 네트워크 중심전을 수행하고자 했음을 알 수 있다.
| 구분  | 작 전 계 획 |
| ----- | --- |
| 1단계 | 대규모 공습 - 1991년 걸프전의 10배 폭격 - 토마호크 미사일, 스텔스기, 위성유도폭탄 사용 - 통신시설, 방공망 무력화, 대통령궁 폭격                       |
| 2단계 | 특수부대 투입 - 공수부대 및 특수작전부대 5천명 투입 - 비행장, 화학무기 저장소, 유전지대 확보 -스커드 미사일 해체                                      |
| 3단계 | 지상군 공격 - 남부 쿠웨이트 국경지역에서 12만명 병력 바그다드로 북진 - 이라크 북부 및 쿠르드 자치지역에 101공수부대 등 투입 - 이라크 북부 장악후 남진 |
| 4단계 | 바그다드 포위 및 후세인 체포 - 바그다드 포위압박 및 봉쇄 - 이라크 반군과 특수부대 바그다드 투입                                                       |

하지만 미군은 군통신의 제한사항도 겪었다. 이라크전쟁에서 미군은 인공위성에 지나치게 의존하였고, 주파수 소요가 많아서 민간주파수까지 사용하지 않을 수 없었으며, 말단 전투제대의 경우는 통신이 제한되는 경우가 많았다.따라서 여단급 이상의 지휘관은 위성자료를 볼 수 있었지만 실제로 작전을 수행하거나 전투를 치르는 대대급 이하의 지휘관은 해당자료를 볼 수 없었다.

## 역사

### 근대 이전의 군통신

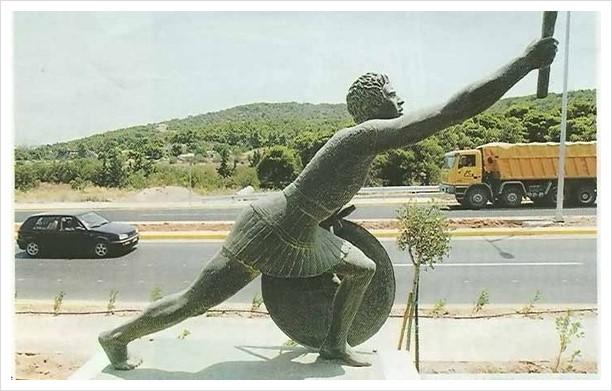
페르시아 전쟁에서 마라톤에서 아테네까지 49.195km 뛰어 아테네의 승전보를 전달한 뒤 죽은 전령을 기린 동상

인간은 선사시대부터 이미 의사를 전달하고자 하는 통신의 필요성을 느끼 고 있었다. 생각이 다른 타인이나 환경이 다른 타부족 간의 의사전달 수단으로 서 자연발생적으로 탄생된 것이 언어이다. 언어는 인간 상호간의 통신수단이었 을 뿐만 아니라‘약속’을 통한 사회의 통제적 기능을 갖기도 했다.고대에는 정보통신기술이 발달하지 않아 사람이 직접 먼 곳까지 이동하여 말로 전하는 '전령'을 통해 정보를 주고 받았다. 기원전 490년(BC 490)에 일어난 페르시아 전쟁에서 사례를 찾아볼 수 있다.
이에 맞서 1만 명의 아테네군을 중심으로 한 그리스 세계 연합군도 싸울 준비를 마쳤다. 그러나 병력의 차이가 확연해 최강 지상군을 보유한 스파르타에게 지원을 요청하는 전령을 급파했다.

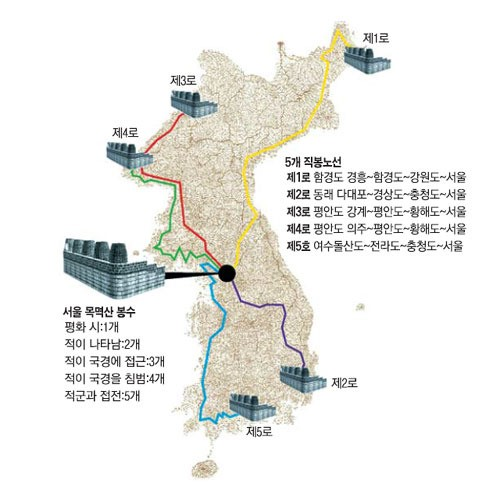
조선시대의 봉수 배치도

하지만 점차 인간의 활동반경이 넓어지면서 언어만으로 통신의 한계성을 느끼게 되었고 상형문자, 그림과 같은 시각정보와 더불어 북과 같은 청각수단을 활용하여 통신을 하게 되었다. 최근 방영된 노량에서 이순신이 북을 통해 진두지휘하는 모습을 보면 이를 알 수 있다. 이후 문자의 발명이 군통신에 있어서 획기적인 발전을 가져오게 되는데 급한 소식을 문자로 편지를 작성하여 빠른 시간 안에 전달하는 '파발'이라는 통신수단을 사용했다. 파발을 조금 더 효율적으로 운용하기 위해 우리나라는 삼국시대 이전부터 말을 이용한 역참제도를 운용했다. 하지만 역마 또흔 인편만으로는 급한소식을 널리 신속하게 전달하기에는 부족했다. 많은 시간의 이동소요, 거리의 제한 등 한계를 극복하기 위해 봉수제도를 도입해 정보를 전달하고자 했다. 높은 산에서 불을 피워 불빛 혹은 연기를 통해 정보를 전달했으며, 이는 민정상황이나 국경지방에서의 적 동태 등을 중앙으로 신속히 연락을 가능케 했다.

### 근대의 군통신
이후 기술이 발달하면서 모스전신기가 발명되었고, 모스부호를 통해 암호화된 소식을 비교적 먼거리로 전달할 수 있게 되었다.
여기서 주목해야 할 점은 전신 기술이 남북전쟁에서, 특히 더 넓은 지역에 걸쳐 불포한 전신선망을 갖고 있던 링컨 대통령의 북부 연방에서 매우 광범위하게 쓰였다는 것이다.
모스전신기가 남북전쟁의 승패를 좌우할만큼 결정적 역할은 하지 못했지만 북부 연방이 모스전신기를 통해 남부 연방보다 더 많은 병력을 최소 시간 내에 모집할 수 있었던만큼 중요한 역할을 했었다. 우리나라에 전기통신이 도입된 것은 1885년 9월로 청나라의 자본과 덴마크의 기술로 건설된 서로전신선(西路電信線), 즉 인천과 한성 간에 전신시설이 가설되면서부터다. 이때는 전신부호를 통해 정보를 송수신했다.

### 현대의 군통신
정보 사회의 현대 군대는 현대 통신 및 컴퓨팅 방법을 사용하여 매일 복잡한 통신 활동을 수행한다. 무전기가 대표적 사례이고 우리나라는 PRC-96K, PRC-999K를 대표적으로 운용하고 있다. 네트워크 중심 전쟁(NCW)의 현대적인 개념은 기존의 군대를 더 효과적으로 만들기 위해 통신 및 통제에 네트워크 중심 방법을 의존한다.

한국군 대표 무전기
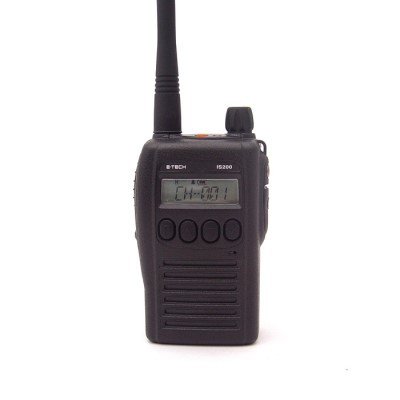
PRC-96K
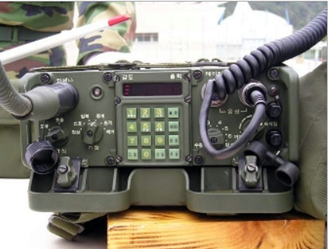
PRC-999K

## 분류

### 전략통신 및 전술통신
군통신은 작전범위에 따라 전략 통신과 전술 통신으로 구분할 수 있지만 정확하게 구분을 짓기에는 기준이 모호한 부분이 있다. 통상 군사이론에서의 용병술 체계에 따르면 전쟁을 다루는 전략, 전역 혹은 합동/연합작전을 다루는 작전술, 전투 혹은 교전을 다루는 전술이 존재한다. 따라서 전략 통신은 전략적 통신 목적이므로 통신을 커버하는 개념으로서 주로 고정 통신망 위주이고, 전술 통신은 전투 목적의 기동 통신망 위주이다.
한국군의 경우 전략 통신망으로는 음성교환망, 지휘소자동화망, 국방전산망, 합동 전술데이터링크 등을 사용하고 있으며, 전술 통신으로는 Spider체계, TICN체계, 전술데이터링크 체계 등을 사용하고 있다. 반면 미국군의 경우 전략 통신망이 우리나라보다 광역이 넓다. DISN 및 GIG 등의 전략 통신망을 사용하고 있으며 무인항공기(UAV; Unmanned Aerial Vehicle), 광역 커버 위성통신체계 그리고 데이터링크 체계 등의 전략통신을 사용하고 있다.

한국군과 미군의 대표적인 군통신체계
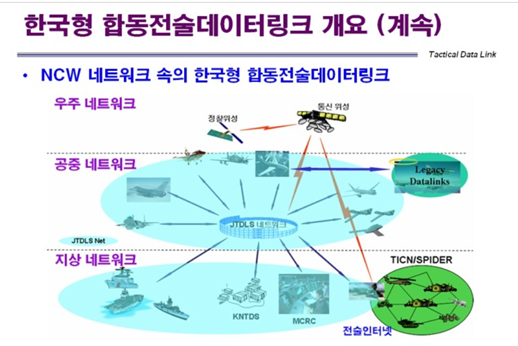
한국군의 합동 전술데이터링크
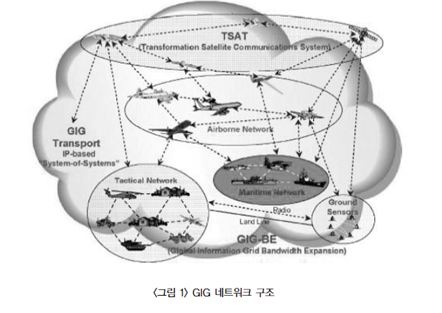
미군의 GIG

### 지상 통신, 해상 통신, 공중 통신, 공용 합동통신
군통신은 사용 영역 혹은 사용 주체에 따라 지상 통신, 해상 통신, 공중 통신, 공용 합동통신으로 구분할 수 있다. 즉 육군을 기준으로 한 지상 통신 체계, 해군을 기준으로 한 해상 통신 체계(수중 통신 포함), 공군을 기준으로 한 공중 통신 체계 그리고 합참을 기준으로 하는 공용 합통 통신이 있다.

## 군통신 특징
군통신 특징으로 수많은 가지가 존재하지만 5가지만 소개하고자한다.

### 1) 군용 장비 또는 견고화 장비 사용
군용 장비는 평시 운용도 하지만 전시 운용을 기본 전제로 한다. 따라서 장비의 운용 환경 규격이 온도, 습도, 진동 등에서 상용 장비와 다르게 매우 강화되어야 함은 자명하다. 이러한 조건을 만족하는 장비를 만들기 위해서는 추가적인 시간과 상용 환경 규격 장비보다 비용을 더 들여야 한다. 그렇기 때문에 군용 장비를 새로 만들기 보단 상용 일반 장치를 견고화, 즉 일부 부분을 환경 보완하여 군 환경에 쓸 수 있도록 하고 있다.
| 항목    | 규격          | 비고                                    |
| ------- | ------------- | --------------------------------------- |
| 온/습도 | MIL-STD-810   | 운용 및 보관규격                        |
| 진동    | MIL-STD-167-1 | 함상 장비의 환경진동, 내부여기 진동     |
| 충격    | MIL-S-901D    | 함상 장비 대상 규격                     |
| EMI/EMC | MIL-STD-461X  | 방사(Emission)와 취약성(Susceptibility) |

### 2) 열악한 무선 환경
군통신 대부분은 유선통신과 무선통신 중 무선통신에 기반을 두고 있다. 따라서 다중 접근 시 사용자들끼리 신호가 충돌할 때 충돌신호를 검출하기 유선통신보다 훨씬 어렵다. 또한 군 전투 환경은 도심지역일 경우 다행이지만 산악지형과 같은 무선 통신이 원활하지 않은 환경인 경우도 있기 때문에 상용 무선 환경보다 더 높은 수준의 무선 환경 조건이 요구되기도 한다.

### 3) 장비 기동성
군통신은 평시, 전시, 비상시를 대비하여 장비가 설계되고 제작되어야 한다. 이를 위해 대부분의 장비는 기동성이 용이하도록 소형 경량화, 견고화되어 쉘터(shelter)에 장착 운용된다. 미군은 험비(HMMWV : High Mobility Multipurpose Wheeled Vehicle)라는 군 기동차량에 군용쉘터 및 통신장비를 탑재하여 장비 기동성을 높였다.

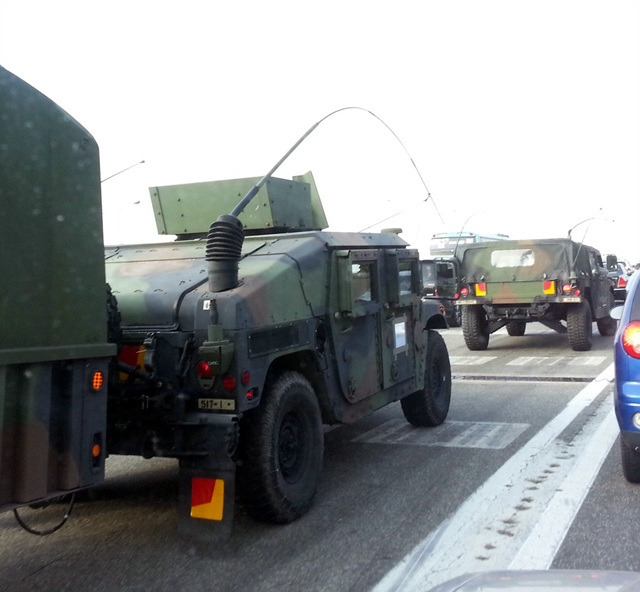
통신장비가 탑재된 험비 차량

### 4) 고장 복구 기능 보유

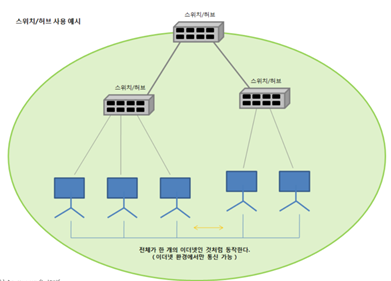
Ehternet 네트워크

군 통신체계와 같은 첨단 시스템에서는 통상적으로 요구되는 고성능 및 전력 특성은 물론, 높은 신뢰도가 유구된다. 신뢰도는 고장률에 역 비례하므로 고장률을 줄임으로써 신뢰도의 증가가 가능하다. 사실 장비가 고장안나게 설계하고 완벽하게 제작하는 것은 불가능하므로 결국 고장 시에 시스템이 원래의 기능하도록 복구하는 것이 중요하다. 이를 고장극복(Fault Tolerance)기능이라 한다. 군은 현재 상용 표준으로 보편화된 Ethernet 스위치 기반의 LAN 통신망 고장극복 방안을 활용하고 있다. Ehternet 네트워크는 옆에 나온 사진처럼 Star 구조로 운용되고 있다. 여러 개의 노드가 개별 링크를 통해 하나의 Ehternet switch에 연결되고, 이것이 또다른 Ehternet switch에 연결되는 구조이다. 이때 노드와 스위치, 그리고 스위치와 스위치를 연결해주는 개별 링크는 광 케이블 혹은 Twisted-pair 케이블로 구성된다.

일반적으로 네트워크 고장은 스위치 또는 노드 고장, 연결 케이블의 접속 불량 및 파손으로 인한 링크 고장 등이다.따라서 Ethernet 네트워크를 사진과 같이 단일 연결하기 보다는 이중화 또는 다중화 연결을 하여 하나의 링크가 고장나도 다른 링크들이 기능을 할 수 있게 만들어야 한다. 군통신 또한 이런 상용 통신의 복구 기능을 보유하고 있다.

### 5) 통신 재밍(Jamming) 또는 기타 통신 공격대비
전술 통신 환경에서는 상대의 통신을 교란시켜 전투에서 유리한 위치를 차지하기 위해 ECM(Electronic Counter Measure)의 하나인 통신 재밍을 하게 되며, 이러한 상황에서 아군의 통신능력을 보장 받기 위한 대비인 ECCM(Electronic CounterCounter Measure) 통신 수단, 예를 들면, 항재밍도 수행되어야 한다.
통신 재밍 형태로는 물리층에 근거한 톤 재밍 대역 잡음 재밍, 펄스 재밍, 주파수 추적 재밍 등이 있다. 또한 통신 재밍 이외에 전자파(EMP)공격, 사이버 공격 등에 대한 대비책도 지속적으로 연구해야 한다.

## 참고문헌
- 기세찬 외 8인, 『전쟁의 역사』, 사회평론아카데미, 2023
- 김종철, 정종관, 노병희, 「전술통신 네트워크와 QoS 기술」, 『전자공학회지』, 대한전자공학회, 2008
- 김하은, 김용환, 「기술적, 역사적 관점에서 본 모스 전신기가 갖는 의의」, 『2013년도 추계종합학술발표회』, 한국통신학회, 2013
- 우평균, 「러시아의 미래전 대비 전략: 네트워크 중심전과 시사점」, 『중소연구』, 한양대학교 아태지역연구센터, 2017
- 최영윤 외 8인, 『군전자통신』, 황금알, 2016
- 한국정보통신기술협회, 「통신기술의 발달과 표준화의 역사」, 십년사
- 한국통신학회 군통신연구회, 『군통신 시스템』, 홍릉과학출판사, 2014

## 같이 보기
- 통신
- 아프가니스탄 전쟁
- 이라크 전쟁
- 이더넷
- 데이터링크
- 분산 스펙트럼